# Itame plana
Itame plana är en fjärilsart som beskrevs av Barend J. Lempke 1952. Itame plana ingår i släktet Itame och familjen mätare. Inga underarter finns listade i Catalogue of Life.